# Diaspis
Diaspis är ett släkte av insekter. Diaspis ingår i familjen pansarsköldlöss.

## Dottertaxa tillDiaspis, i alfabetisk ordning[1]
- Diaspis aequalis
- Diaspis africana
- Diaspis alba
- Diaspis amantei
- Diaspis antiquorum
- Diaspis australis
- Diaspis barrancorum
- Diaspis bicolor
- Diaspis boisduvalii
- Diaspis brevinatis
- Diaspis bromeliae
- Diaspis carissae
- Diaspis carmanica
- Diaspis casuarinae
- Diaspis chilensis
- Diaspis coccois
- Diaspis colvei
- Diaspis conocarpi
- Diaspis cuneata
- Diaspis delottoi
- Diaspis diacanthi
- Diaspis digna
- Diaspis diospyri
- Diaspis echinocacti
- Diaspis elaeidis
- Diaspis ferrisi
- Diaspis fioriniae
- Diaspis flava
- Diaspis fraxini
- Diaspis gilloglyi
- Diaspis helveola
- Diaspis hererina
- Diaspis iodinae
- Diaspis manzanitae
- Diaspis mihiriya
- Diaspis minensis
- Diaspis miranda
- Diaspis muntingii
- Diaspis myristicae
- Diaspis obliqua
- Diaspis parasiti
- Diaspis parva
- Diaspis parvinatis
- Diaspis paulista
- Diaspis pelargonii
- Diaspis portulacariae
- Diaspis radicicola
- Diaspis refertinatis
- Diaspis santali
- Diaspis simmondsiae
- Diaspis stilosa
- Diaspis subregularis
- Diaspis syriaca
- Diaspis texensis
- Diaspis toumeyi
- Diaspis townsendi
- Diaspis uniglandulosa